# Halston Sage
Halston Sage (Los Angeles, 10 mei 1993) is een Amerikaans actrice. Ze is onder andere bekend van haar rol in de Nickelodeon serie How to Rock, de televisieserie Crisis en de Fox-televisieserie The Orville. Ook speelde ze rollen in de films Paper Towns, Scouts Guide to the Zombie Apocalypse en Before I Fall.

## Vroegere leven
Sage werd geboren en groeide op in Los Angeles, Californië. Ze heeft een jongere broer en een jongere zus. Sage is joods. Ook deed ze aan competitief paardrijden, en was ze de bewerker van haar schoolkrant.

## Biografie

### Televisie
De eerste rol van Sage was in 2011 toen ze de rol van Grace op zich nam in de Nickelodeonserie How to Rock. De serie verscheen voor het eerst op 4 februari 2012, en had 25 afleveringen. Sage had daarnaast ook gastrollen in de Nickelodeon-series Victorious en Bucket & Skinner's Epic Adventures. In februari 2013 werd Sage gecast in NBC televisie thrillerserie Crisis. Hierin vertolkte ze de rol van Amber, de dochter van het personage gespeeld door Gillian Anderson. In 2016 werd ze eveneens gecast in de rol van Alara Kitan in de sciencefiction dramaserie The Orville. Deze ging in première op 10 september 2017 op Fox. In januari 2019 werd bevestigd dat Sage The Orville had verlaten na de aflevering "Home", maar met een eventuele opening voor een terugkeer in de toekomst.

### Film
Sage maakte haar filmdebuut als Brianna in de tienerdramafilm The First Time in 2012. Een jaar later verscheen ze in de films The Bling Ring, Grown Ups 2 en Poker Night. Ook had ze een rol als Zac Efrons vriendin Brooke in de film Bad Neighbours in 2014. Sage werd genomineerd voor een MTV Movie Award voor beste kus met Rose Byrne in Neighbors.
In 2015 speelde Sage het personage Lacey Pemberton in de film Paper Towns. Hetzelfde jaar verscheen in de Sonny Pictures film Goosebumps en werd ze gecast in de rol van Kendall in Paramounts Scouts Guide to the Zombie Apocalypse waarin een groep van scouts wordt gevolgd die te maken krijgt met een zombie-uitbraak in haar dorp. In 2017 speelde ze een populair highschoolmeisje Lindsey Edgecomb in Before I Fall.
In 2016 had Sage opnames voor haar deel in de dramatische komediefilm People You May Know, en werd ze gecast in de  thrillerfilm You Get Me. In 2018 werd Sage gecast in The Last Summer. Tevens maakte ze een cameo in de film X-Men: Dark Phoenix waarin ze de rol van Dazzler speelde. In 2021 produceerde en verscheen Sage in de komediefilm The List.

## Filmografie

### Films
| Jaar | Titel                                 | Rol               | Opmerkingen                        |
| ---- | ------------------------------------- | ----------------- | ---------------------------------- |
| 2012 | The First Time                        | Brianna           |                                    |
| 2013 | The Bling Ring                        | Amanda            |                                    |
| 2013 | Grown Ups 2                           | Nancy Arbuckle    |                                    |
| 2014 | Neighbors                             | Brooke Shy        |                                    |
| 2014 | Poker Night                           | Amy               |                                    |
| 2015 | Paper Towns                           | Lacey Pemberton   |                                    |
| 2015 | Goosebumps                            | Taylor            |                                    |
| 2015 | Scouts Guide to the Zombie Apocalypse | Kendall Grant     |                                    |
| 2017 | Before I Fall                         | Lindsay Edgecombe |                                    |
| 2017 | People You May Know                   | Tasha Lorino      |                                    |
| 2017 | You Get Me                            | Alison Hewitt     |                                    |
| 2019 | Late Night                            | Zoe Martlin       |                                    |
| 2019 | The Last Summer                       | Erin Sinclaire    |                                    |
| 2019 | Dark Phoenix                          | Dazzler           | Cameo                              |
| 2023 | Daughter of the Bride                 | Kate York         | [ 27 ]                             |
| 2023 | The List                              | Abby Meyers       | Hoofdrol; ook uitvoerend producent |

### Televisie
| Jaar            | Titel                              | Rol            | Extra                                                                                              |
| --------------- | ---------------------------------- | -------------- | -------------------------------------------------------------------------------------------------- |
| 2011            | Victorious                         | Sadie          | Aflevering: "Beggin' on Your Knees"                                                                |
| 2012            | How to Rock                        | Grace King     | Hoofdrol                                                                                           |
| 2012            | Bucket & Skinner's Epic Adventures | Catherine Toms | Aflevering: "Epic Crashers"                                                                        |
| 2012            | Figure It Out                      | Zichzelf       | Panellid; 4 afleveringen                                                                           |
| 2014            | Crisis                             | Amber Fitch    | Hoofdrol                                                                                           |
| 2017–2019, 2022 | The Orville                        | Alara Kitan    | Hoofdrol (seizoen 1 tot mid-seizoen 2); gastrol (1 aflevering seizoen 2, seizoensfinale seizoen 3) |
| 2019            | Magnum P.I.                        | Willa Stone    | Aflevering: "Winner Takes All"                                                                     |
| 2019–2021       | Prodigal Son                       | Ainsley Whitly | Hoofdrol                                                                                           |